# Paul Sommerhoff
Paul Theodor Sommerhoff (* 27. Juni 1929; † 4. April 2014) war ein Generalleutnant der Luftwaffe der der Bundeswehr.

## Leben
Sommerhoff wuchs in Westfalen auf. Nach einem Studium der Elektrotechnik von 1948 bis 1951, folgte eine fünfjährige Dienstzeit beim Bundesgrenzschutz. Im Jahr 1958 erfolgte seine Übernahme in die Luftwaffe der Bundeswehr. Von 1964 bis 1965 absolvierte Sommerhoff den 8. Generalstabslehrgang Luftwaffe an der Führungsakademie der Bundeswehr in Hamburg, wo er zum Offizier im Generalstabsdienst ausgebildet wurde.
Nach verschiedenen Verwendungen war Sommerhoff vom 1. Oktober 1968 bis zum 31. März 1970 als Oberstleutnant Kommandeur der II. Abteilung Fernmelderegiment 33 des Einsatzführungsbereich 2 und vom 1. Oktober 1978 bis zum 30. September 1981 als Generalmajor Chef des Stabes des Führungsstabes der Luftwaffe im Bundesministerium der Verteidigung. Seine letzte Verwendung war stellvertretender Inspekteur der Luftwaffe im Dienstgrad eines Generalleutnant.

## Sommerhoffaffäre
Sommerhoff, im Jahr 1986 Chef des Luftwaffenamtes, fuhr am 16. Oktober durch die Wache des Verteidigungsministeriums. Der Wachhabende, ein Fahnenjunker, hielt ihn zu einer Sonderkontrolle an und forderte Sommerhoff auf, die Aktentasche zu öffnen. Nach Aussage des Wachhabenden zog Sommerhoff darauf einen (offenbar privaten) Colt und hielt ihm die Waffe mit den Worten an den Kopf: „Was würden Sie machen, wenn ich jetzt abdrücken würde?“ Daraufhin zog ein ebenfalls diensttuender Stabsunteroffizier seine Dienstwaffe und Sommerhoff ließ den Colt fallen. Er wird mit den Worten zitiert: „Sie werden noch von mir hören.“ Nachdem der Fahnenjunker vorschriftsmäßig eine schriftliche Meldung über den Vorfall eingereicht hatte, wurde er zu einem sogenannten Vermittlungsgespräch zu dem stellvertretenden Luftwaffeninspekteur Hans-Heinz Feldhoff geladen, um seine Aussage zu entschärfen. Feldhoff erklärte ihm, Sommerhoff habe die Vorwürfe geleugnet und nach seiner Aussage dem Wachtposten nur seinen Colt gezeigt. Nach Ablauf einer Nacht erklärte der Wachhabende Fahnenjunker, dass er sich auf diese Variante nicht einlasse. Nachdem der Staatssekretär Günter Ermisch den Verteidigungsminister Manfred Wörner informiert hatte, befahl Wörner: „Bitte prüfen, ob die Waffe geladen war und bitte disziplinarrechtlich würdigen.“ Das wurde jedoch nicht gemacht. Stattdessen wurde der Fall vertuscht.